# Bohdan Łoziński
Bohdan Apoloniusz Łoziński (ur. 18 kwietnia 1873, zm. marzec 1938) – polski geolog, założyciel Tomaszowskich Kopalń Surowców Mineralnych „Biała Góra”.

## Wykształcenie
Przed gimnazjum kształciły go guwernantki. Następnie uczył się w gimnazjum w Warszawie, z którego został jednak szybko relegowany za „złe sprawowanie”, m.in. używanie polszczyzny. Rodzina przeniosła go wówczas do Krakowa, do szkoły techniczno–przemysłowej, gdzie wykazywał już zainteresowanie nauką i cieszył się dobrą opinią wśród nauczycieli. Co poskutkowało przyspieszonym trybem nauczania – czteroletnią szkołę ukończył po trzech latach z wynikiem bardzo dobrym. Następnie studiował na Akademii Górniczo–Hutniczej w Freibeurgu w Saksonii. Tytuł inżyniera uzyskał tam 20 grudnia 1901 roku. 

## Życiorys

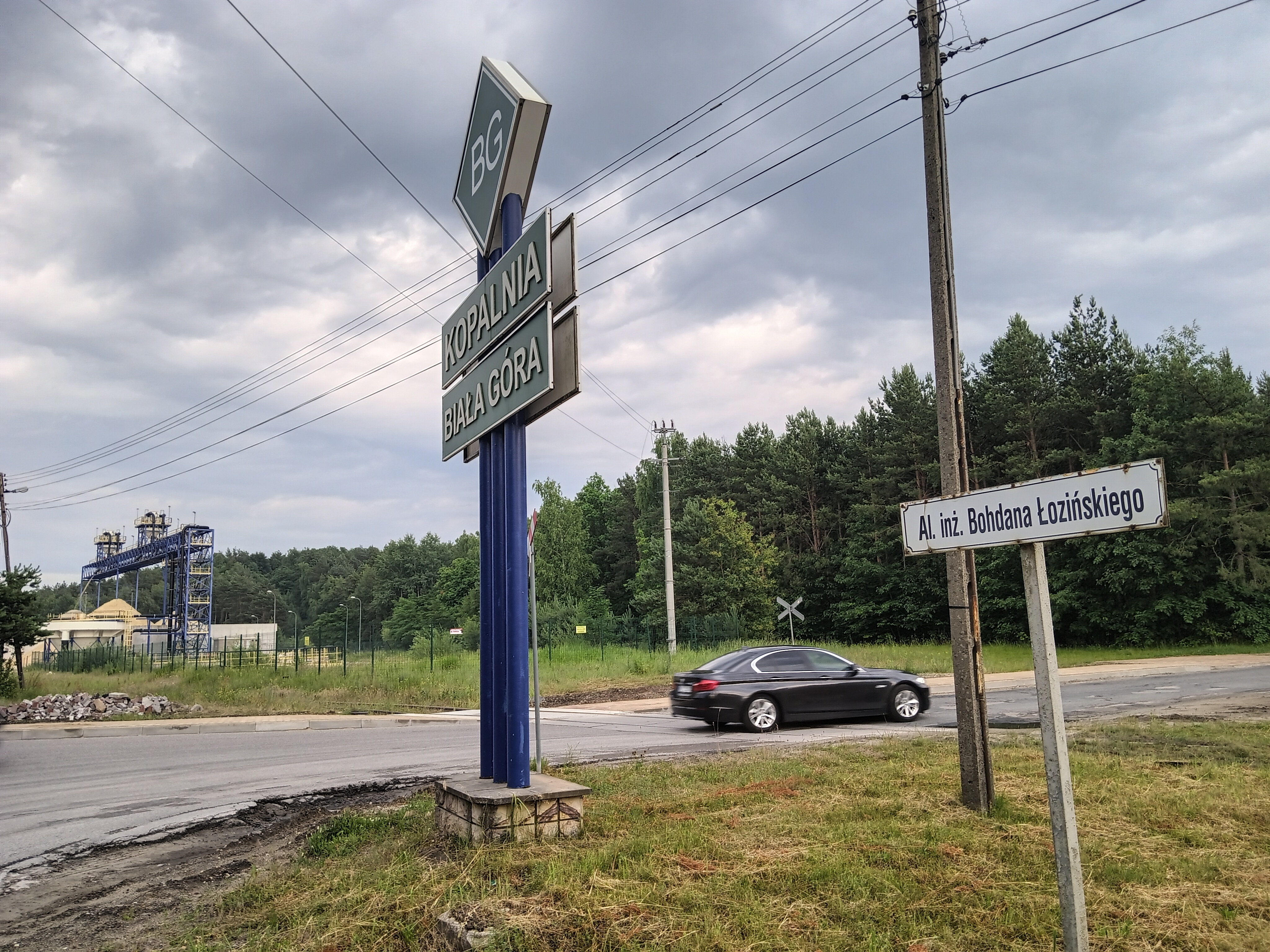
Przejazd kolejowo-drogowy w ciągu ulicy Głównej w Smardzewicach przy skrzyżowaniu z ulicą inżyniera Bohdana Łozińskiego

Dzieciństwo spędził w majątku Boracin, należącym do jego dziadka Konstantego Czeczotta. Po ukończeniu studiów praktykę zawodową odbył w hucie żelaza w Sosnowcu. Następnie dzięki rekomendacji ciotki, został asystentem dyrektora w kopalni azbestu w Jekaterynburgu. Opracował tam projekt modernizacji kopalni w oparciu o własne koncepcje zwiększenia wydobycia surowca i jego przeróbki. Wdrożenie projektu Łozińskiego okazało się sukcesem i właściciele kopalni nominowali go na jej dyrektora. Po objęciu stanowiska sprowadził z Niemiec nowoczesne maszyny parowe. Zaangażował też do pracy brata Stanisława, który był już absolwentem szkoły technicznej w Liège w Belgii, oraz majstra Andrzeja Kraskowskiego i kilku innych znajomych Polaków. Rewolucja październikowa zakończyła karierę Łozińskiego w Jekaterynburgu, został aresztowany, jednak po stanowczej reakcji pracowników kopalni szybko go zwolniono. Następnie dołączył nowo formowanej polskiej armii, został wcielony do I pułku strzelców polskich im. T. Kościuszki, V dywizji syberyjskiej. Po czym do 1920 roku służył korpusie gen. Hallera. Karierę w wojsku zakończył w stopniu majora. Po służbie wojskowej, zajął się wypalaniem wapna na terenach Brzustówki — świeżo dołączonej do miasta przez władze niemieckie dzielnicy Tomaszowa Mazowieckiego. Następnie, na początku lat dwudziestych XX wieku zaczął komercyjnie pozyskiwać karpinę w lasach spalskich w granicach dzisiejszego Nadleśnictwa Smardzewice. Karpina, ze względu na jej niską cenę, była wówczas podstawowym paliwem przy wypalaniu wapna i było na nią duże zapotrzebowanie. Podczas wydobycia karpiny, zaobserwował na terenie zwanym przez lokalną ludność „białą górą” pod Smardzewicami, że tuż pod powierzchnią ziemi na rozległym terenie znajdują się — szacowane na znaczne — złoża białej, sypkiej skały piaskowej, a jej skład — według wstępnych ocen — w znacznej mierze stanowiła krzemionka, co mogło czynić ją surowcem wysokiej jakości przy produkcji szkła. Po zleceniu hucie szkła w Piotrkowie Trybunalskim oceny próbek z „białej góry”, ustalono, że po nieznacznej obróbce lokalny piasek kwarcowy może być wykorzystywany na skalę przemysłową. Niedługo potem rozpoczął eksploatacje złóż rejonu „białej góry”. W 1922 roku Łoziński zarejestrował działalność kopalni i uzyskał umowy na dostawy do piotrkowskiej huty szkła, a później również innych odbiorców w kraju. W niedługim czasie stał się największym pracodawcą dla mieszkańców okolicznych przeludnionych wsi. Założona przez Łozińskiego kopalnia jest obecnie jedną z największych w Europie spośród przedsiębiorstw dostarczających piasek kwarcowy. Należy dziś do niemieckiej firmy Quarzwerke.

## Upamiętnienie

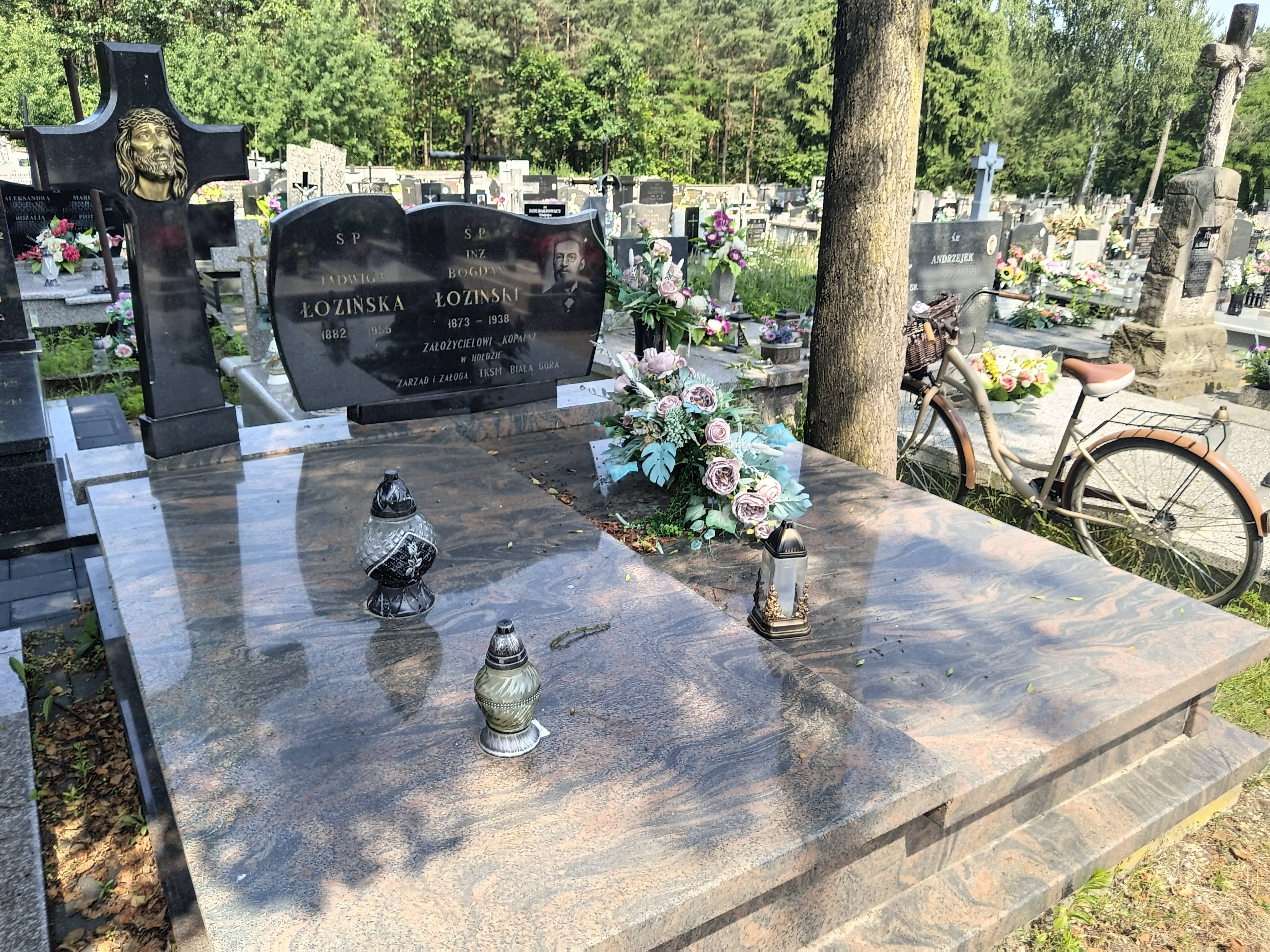
Grób Bohdana i Jadwigi Łozińskich na cmentarzu w Smardzewicach

Jego imieniem nazwana jest główna ulica prowadząca do kopalń we wsi Smardzewice, oprócz wjazdu na zachodnie wyrobiska i sortownie przedsiębiorstwa, znajduje się tam też powstałe w czasach PRL pracownicze osiedle bloków mieszkalnych. Został pochowany na lokalnym cmentarzu.